# Remaucourt
Remacourt és un municipi francès del departament de l'Aisne, als Alts de França.
Forma part de la Communauté d'agglomération de Saint-Quentin.

## Administració
Des de 2001 l'alcaldessa és Anne Cardon.

## Demografia
- 1962: 283 habitants.
- 1975: 286 habitants.
- 1990: 406 habitants.
- 1999: 372 habitants.
- 2007: 334 habitants.
- 2008: 330 habitants.[1]